# Chase the Cat
Chase the Cat è il decimo album in studio del rapper statunitense Too Short, pubblicato nel 2001.

## Tracce
1. Keep Fuckin' Me – 3:30
2. I Luv (feat. Trick Daddy, Scarface & Daz Dillinger) – 3:47
3. Late Night Creep (feat. Jazze Pha, Murda & Packy) – 4:27
4. These Are The Tales – 4:41
5. This Is How We Eat (feat. Tha Eastsidaz, Big Tigger & Kokane) – 4:45
6. Candy Paint (feat. MC Breed) – 4:42
7. Fire (feat. Erick Sermon) – 3:56
8. Can I Hit It – 3:01
9. Chase The Cat (feat. Dolla Will) – 3:41
10. Looking For A Baller (feat. Jazze Pha) – 3:54
11. Pimpin Ken (Interlude) – 1:31
12. Domestic Violence (feat. Butch Cassidy & E-40) – 4:11
13. Player For Life – 3:32
14. Analyze The Game – 3:34
15. Talkin' Shit (feat. B-Legit & Ant Banks) – 4:52
16. U Stank (feat. George Clinton & Baby DC) – 5:56
17. Don't Ever Give Up – 4:15